# Biemna mnioeis
Biemna mnioeis är en svampdjursart som beskrevs av de Laubenfels 1954. Biemna mnioeis ingår i släktet Biemna och familjen Desmacellidae.
Artens utbredningsområde är havet kring Mikronesien. Inga underarter finns listade i Catalogue of Life.